# George Horse Capture
George Paul Horse Capture (20 de outubro de 1937 – 16 de abril de 2013) (A'aninin) foi um antropólogo, ativista e escritor.
Horse Capture foi um dos primeiros nativos americanos a ser um curador de museu. Ele foi o primeiro curador do Plains Indian Museum em Cody, Wyoming, e trabalhou por uma década no National Museum of the American Indian, durante o planejamento de seu novo prédio no Mall, em Washington, DC. Ele era um membro registrado da Comunidade Indígena Fort Belknap da Reserva Fort Belknap de Montana .

## Infância e educação
George Horse Capture nasceu no A'aninin (Gros Ventre) em uma cabana de toras em Fort Belknap, que está localizada no centro-norte de Montana, perto do Harlem. Ele era um membro registrado da tribo. Quando criança, morou com a avó materna e primos na reserva. Quando chegou a hora do ensino médio, ele se mudou para Butte, Montana, onde se juntou a sua mãe. Depois de se formar, ingressou na Marinha dos Estados Unidos, servindo como armador por quatro anos.
Depois de deixar a Marinha, Horse Capture trabalhou por cinco anos como ajudante de soldador, tornando-se inspetor de aço do Departamento de Recursos Hídricos da Califórnia ; ele era "a única pessoa minoritária naquela época no estado da Califórnia ". Ele participou da ocupação nativa americana da Ilha de Alcatraz a partir de 1969. Ele atraiu a atenção nacional para o ativismo e as questões dos índios americanos. Ele se matriculou na Universidade da Califórnia, em Berkeley, onde se formou em antropologia.

## Carreira acadêmica
Horse Capture voltou para Montana, onde atuou como professor assistente de Estudos Indígenas Americanos na Universidade Estadual de Montana em Bozeman. Ele também lecionou na faculdade em Great Falls e obteve um mestrado em história na universidade de lá.
Em 1979, Horse Capture foi contratado como o primeiro curador do Plains Indian Museum no Buffalo Bill Historical Center, Cody, Wyoming; ele foi um dos primeiros nativos americanos a servir como curador de museu nos Estados Unidos. Ele é creditado por trazer o museu à "proeminência nacional".

Ele "daria a seu povo uma voz sem precedentes sobre como sua herança seria apresentada e seus artefatos exibidos". Los Angeles Times, 4 de maio de 2013, acessado em 31 de março de 2014

Durante sua gestão, George organizou exposições importantes, como " Joelho Ferido: Lest We Forget" e "PowWow". Ele também organizou os Seminários Indígenas das Planícies, que permitiram que indianos e anglos trocassem ideias e apresentassem novos materiais acadêmicos. George trabalhou em estreita colaboração com tribos indígenas em todas as planícies do norte, garantindo que suas vozes fossem ouvidas em um ambiente de museu. Ele fundou o primeiro terreno powwow associado a um museu no país. As celebrações anuais continuam a ser realizadas no Joe Robbie Powwow Gardens.
Ele também começou a publicar parte do material que havia coletado sobre Gros Ventre e sua cultura e idioma.
Em 1994, Horse Capture foi selecionado como vice-diretor assistente de recursos culturais do Museu Nacional do Índio Americano na cidade de Nova York. Ele trabalhou no NMAI por 10 anos, ajudando a desenvolver o novo museu a ser construído no Mall em Washington, DC. Ele atuou como conselheiro sênior do diretor. Ele se aposentou em 2004. "Ele estava determinado a torná-lo um museu para os povos nativos, não apenas sobre eles." Em 2005, ele organizou uma conferência na Universidade de Great Falls, "American Indian Nations: Yesterday, Today and Tomorrow".

## Vida pessoal
Ele se casou três vezes, sendo sua terceira esposa Kay-Karol. Ele teve filhos de seus casamentos anteriores: George Jr., Joseph, Daylight e Peter.
Horse Capture morreu em 16 de abril de 2013, de insuficiência renal em sua casa em Great Falls, como complicações de diabetes e insuficiência cardíaca congestiva. Ele foi enterrado no Fort Belknap Agency Cemetery. Ele deixou sua terceira esposa, KayKarol Horse Capture, e quatro filhos. Seus muitos netos e bisnetos o conheciam como "Vovô Tranças".

## Trabalhos
Seus trabalhos publicados incluem The Seven Visions of Bull Lodge (1980/1996), que ele editou An American Indian Perspective, I'd Rather Be Powwowing e Indian Country. Horse Capture passou toda a sua vida profissional reunindo materiais sobre sua tribo, os A'aninin. Esses trabalhos incluem fotografias, objetos, publicações e canções. Com esse material, ele criou o Tribal Archive Project, "um banco de dados que inclui informações de fontes de museus mundiais sobre os A'aninin". Um mês depois de apresentar sua versão final do arquivo aos membros da tribo, ele morreu. Este pode ser o primeiro arquivo digital tribal criado.